# Kristina från Duvemåla
Kristina från Duvemåla (pol. Krystyna z Duvemåli) – musical napisany przez Benny'ego Anderssona (muzyka) i Björna Ulvaeusa (tekst) na podstawie tetralogii Vilhelma Moberga Emigranci. Premiera odbyła się w Teatrze Muzycznym w Malmö 7 października 1995.